# Engel Tevan István
Engel Tevan István (Budapest, 1936. november 9. – Budapest, 1996. október 12.) magyar grafikus, Tevan Margit ötvösművész fia.

## Életpályája
Tanulmányait a Magyar Iparművészeti Főiskolán (1955–1957) és a Magyar Képzőművészeti Főiskolán (1957–1962) folytatta, mesterei: Bánhidy Antal, Kádár György. Két évre megkapta a Derkovits-ösztöndíjat is. Franciaországban, a Szovjetunióban, Lengyelországban, Olaszországban is járt tanulmányúton. 1976–1977 között a békéscsabai grafikai művésztelepen dolgozott.
Munkásságának jelentős része könyvillusztráció és egyedi rajz. Egyéni humorú sokszor groteszk művek jellemzik művészetét. Korai művein egy lapon, mozaikszerűen elhelyezett jelenetekben ábrázolta témáit. Későbbi grafikái egyszerűbb kompozíciójúak, az ábrázolt jelenetek színpadszerűek. Művészete utolsó szakaszában színpadi témák ihlette (Katona József, Bulgakov), festői hatású, nagyobb méretű ceruzarajzokat alkotott.

## Válogatott könyvillusztrációi
- Kurt Tucholsky: A gripsholmi kastély (1967, Magyar Helikon, Budapest)
- Jules Supervielle: A gyermekrabló (1969, Magyar Helikon, Budapest)
- James Joyce: Dublini emberek (1970, Magyar Helikon, Budapest)
- Turgenyev: A puszta Lear királya (1971, Magyar Helikon, Budapest)
- E. T. A. Hoffmann: Diótörő és egérkirály (Budapest, 1977)
- Páskándi Géza: A legkisebb óriás (1984, Móra könyvkiadó, Budapest)
- Páskándi Géza: A szalmabábuk lázadása (1985, Móra könyvkiadó, Budapest)
- Szologub: Undok ördög (Budapest, 1986).

## Egyéni kiállításai
- 1973 Fényes Adolf Terem, Budapest (kat.)
- 1974 Munkácsy Mihály Múzeum, Békéscsaba
- 1979 Helikon Galéria, Budapest (kat.), München
- 1980 Dortmund Galerie Park, Witten (Német Szövetségi Köztársaság)
- 1981 Művelődési Ház, Szentendre
- 1983 Galerie Boudet, Toulouse
- 1986 Dorottya u. Galéria, Budapest (kat.)
- 1986 Fészek Klub, Budapest
- 1987 Békéscsaba
- 1987 József Attila Könyvtár, Miskolc
- 1987 Eötvös K. Könyvtár, Veszprém
- 1987 Belgrád
- 1988 Eötvös Loránd Tudományegyetem Tanári Klub, Budapest
- 1989 Katona L. Városi Könyvtár, Vác
- 1990 Békés megyei Könyvtár, Békéscsaba
- 1990 Jewish Community Center, Los Angeles
- 1993 Balassi Kiadó Galéria, Budapest
- 1993 Ericsson Galéria, Budapest
- 1994 Pannónia Galéria, Sopron
- 1995 Újlipótvárosi Klub Galéria, Budapest
- 1995 Pestújhelyi Közösségi Ház, Budapest
- 1995 Bálint Zsidó Közösségi Ház, Budapest
- 1996 Lánchíd Galéria, Budapest [Tevan Margittal]
- 1996 Jüdische Gemeinde, Darmstadt
- 1996 MOL Székház Galéria, Szolnok
- 1996 Kossuth Klub, Budapest (kat.)
- 1997 Munkácsy Mihály Múzeum, Békéscsaba
- 1999 Kék Iskola Galéria, Budapest, Csepel

## Művei közgyűjteményekben
- British Museum, London
- Cannon Hill Centre, Birmingham (GB)
- Damjanich János Múzeum, Szolnok
- Janus Pannonius Múzeum Modern Magyar Képtár, Pécs
- Magyar Nemzeti Galéria, Budapest
- Memorial Museum of Hungarian Speaking Jewry, Cfat (IZR)
- Munkácsy Mihály Múzeum, Békéscsaba
- Petőfi Irodalmi Múzeum, Budapest
- Veres Péter Múzeum, Balmazújváros

## Díjai, elismerései
- 1978, 1982, 1986: az Európa Kiadó nívódíja
- 1980: a Móra Kiadó nívódíja
- 1980, 1984, 1993, 1995: Vásárhelyi Őszi Tárlatok díjai
- 1989: a Szakszervezetek Megyei Tanácsának különdíja, XXVI. Alföldi Tárlat, Békéscsaba
- 1990: Memorial Foundation for Jewish Culture, New York ösztöndíja
- 1994: III. Nemzetközi Biennálé, 36. Arany Toll-díj, Belgrád
- 1996: A Magyar Köztársasági Érdemrend kiskeresztje, polgári tagozat